# Llywelyn ap Gruffydd Fychan

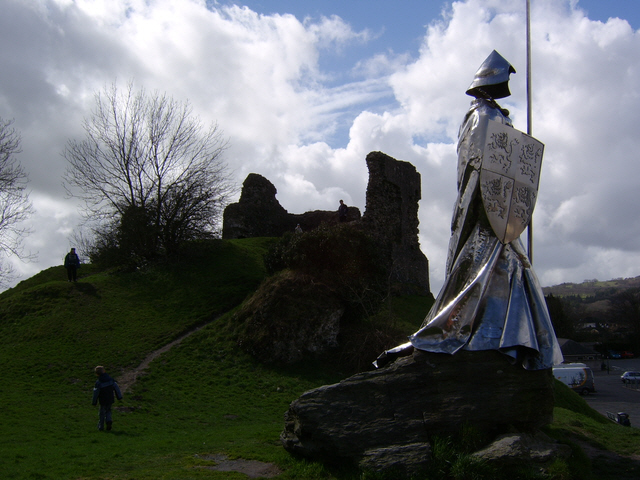
El monumento a Llywelyn ap Gruffydd Fychan en Llanymddyfri.

Llywelyn ap Gruffydd Fychan de Caeo (1341? - 9 de octubre de 1401) fue un terrateniente galés. En 1401 despistó a las fuerzas inglesas que buscaban al líder de la resistencia galesa, Owain Glyndŵr. Esto permitió huir a Owain pero la implicación de Llywelyn le costó la vida. Como castigo por sus acciones, el rey inglés le condenó a ser ejecutado en la plaza mayor de Llanymddyfri. Los ingleses le extrajeron el estómago y lo cocinaron delante de él. Después fue descuartizado, un tipo de ejecución habitualmente reservada a los traidores
Una escultura de nueve metros de una figura con casco y capa que sostiene una lanza y un escudo conmemora este acontecimiento. Está hecha completamente de acero inoxidable y fue erigida al lado del Castillo de Llanymddyfri en el año 2001 (el 600 aniversario de su ejecución). La base de piedra proviene del pueblo de Caeo, donde vivió Llywelyn ap Gruffydd Fychan. En esta base hay inscrito el verso final de un poema de Carodyn.
Petersen describió la estatua como un "bravo nadie", con el casco vacío y la armadura que representa tanto la naturaleza universal de sus acciones como la violencia extrema de su muerte.